# Diploderma yunnanense
Diploderma yunnanense är en ödla i familjen agamer som förekommer i södra Kina.
Arten lever i södra delen av provinsen Yunnan nära gränsen till Myanmar. Regionen ligger 1400 till 2770 meter över havet. Påstådda fynd från Kambodja är felaktiga beskrivningar. Habitatet utgörs av subtropiska bergsskogar. Individerna klättrar främst i träd. Enligt en annan källa når arten Myanmar. Honor lägger ägg.
I utbredningsområdet inrättades stora skyddszoner. Några exemplar fångas och hölls som sällskapsdjur. Allmänt är Diploderma yunnanense vanligt förekommande. IUCN listar arten som livskraftig (LC).